# تاوراسي
تاوراسي هي مدينة وبلدية في مقاطعة أفيلينو، كامبانيا جنوب إيطاليا، في العصور القديمة كانت مدينة في سامنيوم، ربما يكون اسم المدينة مستمدا من برج الثور اللاتيني، مع مرور الوقت تغيرت من توراسوس إلى تاوراسي (وينبغي عدم الخلط بينها وبين توراسيا التي أسسها توريني في شمال إيطاليا، والتي تسمى الآن تورينو) قبل أن تتغير إلى شكلها الحالي، تشتهر تاوراسي بنبيذها الأحمر الشهير بشكل متزايد المسمى أيضا توراسي، المصنوع من عنب أغليانيكو إلى جانب عنب بيديروسو وباربيرا.

## المعالم السياحية الرئيسية
- بورتا ماجوري (البوابة الرئيسية)، تم بناؤه من قبل اللومبارد في القرن السابع فوق الآثار الرومانية،  التي تم اكتشافها خلال أعمال الترميم في عام 1997، إنها نقطة الدخول الرئيسية للمركز التاريخي، في الماضي كان الممر عبر أسوار المدينة.
- قصر بارونالي، يطلق عليه السكان المحليون ببساطة «القلعة»، تعود أصولها إلى العصر الروماني، ولكنها الآن على طراز عصر النهضة، لديها قاعة كبيرة كانت محكمة عدل وكنيسة صغيرة وقاعة نبالة.
- كنيسة الطاهرين، كنيسة اكتملت في عام 1590، يعتقد أنه امتداد لكنيسة سان كاتالدو، التي يعود تاريخها إلى القرن السابع، كان لديها أيضا سرداب أَخَوية الحبل بلا دنس، الذي يستضيف جثة القديس بنينو الشهيد منذ عام 1804 .

## النبيذ
تركزت المدينة على قلعة لونغوبارد التي وسعها النورمان، تاوراسي هو مركز لإنتاج النبيذ الأحمر Taurasi DOCG إنه نبيذ جاف كامل الجسم مع وريد عطري، يجب أن يكون عمر النبيذ لمدة ثلاث سنوات،  منها يجب أن يكون في براميل الكستناء، وفي السنوات الثلاث التالية، يمكن تذوق النبيذ بملء جودته وهو جيد بشكل خاص كمرافقة للحوم الحمراء المحمصة.
يعتقد أن مجموعة متنوعة من العنب المصنوع منها أغليانيكو، قد أدخلتها الشعوب الهيلينية في وقت قريب من تأسيس كوماي، يوجد في جنوب إيطاليا بأكمله تقريبا، ولكن النبيذ المنتج منه مختلف إلى حد كبير، اعتمادا على الأماكن التي تنمو فيها اللمعة (الكروم)، ومع ذلك من الواضح أن كامبانيا هي واحدة من أفضل موائلها، يحتوي أغليانيكو على مجموعة متوسطة الحجم من العنب ذات شكل أسطواني مخروطي الشكل.

## روابط خارجية
- نبيذ Taurasi DOCG على taurasidocg.com.
- سيتو ديل فينو تاوراسي نسخة محفوظة 8 نوفمبر 2019 على موقع واي باك مشين. باللغة الإيطالية